# Episodi di Morgane - Detective geniale (quarta stagione)
La quarta stagione della serie televisiva franco-belga Morgane - Detective geniale è composta da 8 episodi. In Italia è stata trasmessa in prima serata su Rai 1 dal 18 marzo all'8 aprile 2025.
| nº | Titolo originale          | Titolo italiano           | Prima TV Belgio   | Prima TV Italia |
| -- | ------------------------- | ------------------------- | ----------------- | --------------- |
| 1  | Recto-verso               | Fronte-retro              | 7 maggio 2024     | 18 marzo 2025   |
| 2  | ISO 8601                  | ISO 8601                  | 7 maggio 2024     | 18 marzo 2025   |
| 3  | Penicillium Brevicaule    | Penicillium Brevicaule    | 14 maggio 2024    | 25 marzo 2025   |
| 4  | Cheval de Troie           | Cavallo di Troia          | 14 maggio 2024    | 25 marzo 2025   |
| 5  | L'Effet Râteau            | L'effetto rastrello       | 3 settembre 2024  | 1° aprile 2025  |
| 6  | Coccinella Septempunctata | Coccinella Septempunctata | 10 settembre 2024 | 1° aprile 2025  |
| 7  | Mosaïque                  | Mosaico                   | 17 settembre 2024 | 8 aprile 2025   |
| 8  | Ultraviolet               | Ultravioletto             | 24 settembre 2024 | 8 aprile 2025   |

## Fronte-retro
- Titolo originale: Recto-verso
- Diretto da: Mona Achache.
- Scritto da: Julien Anscutter e Alice Chegaray-Breugnot.

### Trama
La gravidanza di Morgane sconvolge la sua vita quotidiana, ma lei deve comunque tornare al lavoro. Alexandra Collet, 42 anni, una casalinga con un figlio ipoudente, è stata trovata morta dal marito. L'indagine prende un'altra piega quando gli investigatori scoprono che la vittima conduceva una doppia vita.
- Altri interpreti: ?.
- Ascolti Belgio: telespettatori 531 773 – share ?%.[1]
- Ascolti Italia: telespettatori 2 415 000 – share 12,78 %.[2]

## ISO 8601
- Titolo originale: ISO 8601
- Diretto da: Laurent Tuel, Vincent Jamain.
- Scritto da: ?.

### Trama
In ospedale per l'ecografia, Morgane viene chiamata sulla scena di un crimine: il dottor Bubé è stato assassinato con un estintore nel suo studio. L'indagine prende una strana piega quando la squadra scopre che sono coinvolti attivisti antispecisti. Morgane dovrà svelare il mistero di questo omicidio insieme a Karadec, che si sta preparando a lasciare la brigata, e al comandante Prigent, il suo successore.
- Altri interpreti: ?.
- Ascolti Belgio: telespettatori 531 773 – share ?%.[1]
- Ascolti Italia: telespettatori 1 749 000 – share 12,69 %.[2]

## Penicillium Brevicaule
- Titolo originale: Penicillium Brevicaule
- Diretto da: ?.
- Scritto da: ?.

### Trama
Mentre i suoi figli la costringono a contattare altri potenziali padri del bambino, Morgane viene chiamata a occuparsi di una nuova indagine: Antoine Broussin, 85 anni, autore di romanzi gialli, viene trovato morto in una stanza segreta della sua casa. L'indagine si complica quando Marie Besnard, la conoscente di Morgane in prigione, diventa la sospettata numero uno.
- Altri interpreti: ?.
- Ascolti Belgio: telespettatori 498 215 – share ?%.[3]
- Ascolti Italia: telespettatori 2 427 000 – share 12,77 %.[4]

## Cavallo di Troia
- Titolo originale: Cheval de Troie
- Diretto da: ?.
- Scritto da: ?.

### Trama
Tristan Delvallée, manutentore di distributori automatici, è stato trovato accoltellato. Il team scopre che la vittima era anche un hacker. Morgane dovrà risolvere questa indagine, ma il suo caso è legato a quello, di natura finanziaria, seguito da Karadec. Nonostante le recenti tensioni, i due saranno costretti a collaborare di nuovo.
- Altri interpreti: ?.
- Ascolti Belgio: telespettatori 498 215 – share ?%.[3]
- Ascolti Italia: telespettatori 1 644 000 – share 11,69 %.[4]

## L'effetto rastrello
- Titolo originale: L'Effet Râteau
- Diretto da: ?.
- Scritto da: ?.

### Trama
Mentre Morgane ha appena annunciato a Karadec che potrebbe essere incinta di lui (e lui non ricorda assolutamente di aver avuto rapporti sessuali con Morgane), gli investigatori del PJ di Lilla sono sulle tracce di un misterioso serial killer, responsabile della morte di numerose giovani donne nella regione. Questa è l'occasione per Gilles di dimostrare il suo talento come psicocriminologo... finché Morgane non prende in mano la situazione.
- Altri interpreti: ?.
- Ascolti Belgio: telespettatori 427 546 – share ?%.[5]
- Ascolti Italia: telespettatori 2.500.000 – share 12,7 %.[6]

## Coccinella Septempunctata
- Titolo originale: Coccinella Septempunctata
- Diretto da: ?.
- Scritto da: ?.

### Trama
Il DIPJ sta indagando sulla scomparsa inspiegabile di una giovane donna, avvenuta diversi anni fa in Bretagna. Un'indagine che porterà Morgane a incontrare i genitori di Karadec. Fu infatti il padre del comandante, un gendarme in pensione, a occuparsi del caso in quel momento.
- Altri interpreti: ?.
- Ascolti Belgio: telespettatori 425 908 – share ?%.[7]
- Ascolti Italia: telespettatori 1.955.000 – share 13,6 %.[6]

## Mosaico
- Titolo originale: Mosaïque
- Diretto da: ?.
- Scritto da: ?.

### Trama
Sono passate diverse settimane e la pancia di Morgane si è ingrossata, rendendo le indagini ancora più difficili. E se l'omicidio di un’influencer, in diretta sui social, darà filo da torcere agli inquirenti, sarà il test di paternità ordinato da Thea a generare tutte le fantasie di questa puntata: chi è il padre del bambino, David, Timothée o Karadec?
- Altri interpreti: ?.
- Ascolti Belgio: telespettatori 447 804 – share ?%.[8]
- Ascolti Italia: telespettatori 2.275.000 – share 11,2 %.[9]

## Ultravioletto
- Titolo originale: Ultraviolet
- Diretto da: ?.
- Scritto da: ?.

### Trama
Per una volta, il colpevole viene identificato fin dall'inizio dell'episodio e Morgane farà di tutto per smascherarlo; tranne per il fatto che quest'ultima è in maternità. Dovrà raddoppiare la sua immaginazione e la sua inventiva per restare in contatto con il colpevole, anche se ciò significa mettere a repentaglio la fine della sua gravidanza. E mentre l'identità del colpevole è già nota, l'identità del padre verrà svelata solo negli istanti finali.
- Altri interpreti: ?.
- Ascolti Belgio: telespettatori 452 977 – share ?%.[10]
- Ascolti Italia: telespettatori 1.736.000 – share 11,6 %.[9]